# Walter Rodríguez
Walter David Rodríguez Burgos (Luque, 7 ottobre 1995) è un calciatore paraguaiano, centrocampista del Sp. Luqueño.

## Palmarès

### Club

#### Competizioni nazionali
- Serie D: 1

Parma: 2015-2016